# Bouteilles-Saint-Sébastien
 Bouteilles-Saint-Sébastien  (en occitano Botelha e Sent Sabàstian) es una población y comuna francesa, situada en la región de Aquitania, departamento de Dordoña, en el distrito de Périgueux y cantón de Verteillac.

## Demografía
| 313 | 294 | 250 | 218 | 214 | 189 |
| Para los censos de 1962 a 1999 la población legal corresponde a la población sin duplicidades (Fuente: INSEE [Consultar]) |     |     |     |     |     |